# Стоматин
Стоматин (англ. Stomatin) – білок, який кодується геном STOM, розташованим у людей на короткому плечі 9-ї хромосоми. Довжина поліпептидного ланцюга білка становить 288 амінокислот, а молекулярна маса — 31 731.
| 10         |  | 20         |  | 30         |  | 40         |  | 50         |
| ---------- |  | ---------- |  | ---------- |  | ---------- |  | ---------- |
| MAEKRHTRDS |  | EAQRLPDSFK |  | DSPSKGLGPC |  | GWILVAFSFL |  | FTVITFPISI |
| WMCIKIIKEY |  | ERAIIFRLGR |  | ILQGGAKGPG |  | LFFILPCTDS |  | FIKVDMRTIS |
| FDIPPQEILT |  | KDSVTISVDG |  | VVYYRVQNAT |  | LAVANITNAD |  | SATRLLAQTT |
| LRNVLGTKNL |  | SQILSDREEI |  | AHNMQSTLDD |  | ATDAWGIKVE |  | RVEIKDVKLP |
| VQLQRAMAAE |  | AEASREARAK |  | VIAAEGEMNA |  | SRALKEASMV |  | ITESPAALQL |
| RYLQTLTTIA |  | AEKNSTIVFP |  | LPIDMLQGII |  | GAKHSHLG   |  |            |

A: Аланін

C: Цистеїн

D: Аспарагінова кислота

E: Глутамінова кислота

F: Фенілаланін

G: Гліцин

H: Гістидин

I: Ізолейцин

K: Лізин

L: Лейцин

M: Метіонін

N: Аспарагін

P: Пролін

Q: Глутамін

R: Аргінін

S: Серин

T: Треонін

V: Валін

W: Триптофан

Локалізований у клітинній мембрані, цитоплазмі, цитоскелеті, мембрані, цитоплазматичних везикулах.